# پگسن ۱۸۳۰
سیارک ۱۸۳۰ (به انگلیسی: 1830 Pogson، نامگذاری:1968HA) هزار و هشتصد و سیمین سیارک کشف شده‌است که در ۱۷ آوریل ۱۹۶۸ کشف شد.
قدر مطلق سیارک برابر ۱۲٫۴۵ است.